# Романув (Лодзький-Східний повіт)
Романув (пол. Romanów) — село в Польщі, у гміні Жґув Лодзький-Східного повіту Лодзинського воєводства. Населення — 188 осіб (2011).
У 1975—1998 роках село належало до Лодзинського воєводства.

## Демографія
Демографічна структура станом на 31 березня 2011 року:
|          | Загалом | Допрацездатний вік | Працездатний вік | Постпрацездатний вік |
| -------- | ------- | ------------------ | ---------------- | -------------------- |
| Чоловіки | 91      | 15                 | 72               | 4                    |
| Жінки    | 97      | 23                 | 60               | 14                   |
| Разом    | 188     | 38                 | 132              | 18                   |